# Lipowiec (Międzychód Nowe Miasto)
Lipowiec (Międzychód Nowe Miasto) – dawne miasto lokowane w 1671 roku na terenie obecnego miasta Międzychód, zdegradowane przed 1800 rokiem.